# Liz et l'Oiseau bleu
 (mai 2023).
Si vous disposez d'ouvrages ou d'articles de référence ou si vous connaissez des sites web de qualité traitant du thème abordé ici, merci de compléter l'article en donnant les références utiles à sa vérifiabilité et en les liant à la section « Notes et références ».
Liz et l'Oiseau bleu (リズと青い鳥, Rizu to aoi tori) est un film d'animation japonais produit par Kyoto Animation, réalisé par Naoko Yamada et écrit par Reiko Yoshida et adapté de la série de light novel Sound! Euphonium écrite par Ayano Takeda. Il est plus particulièrement adapté du roman de 2017 Hibike! Yūfoniamu Kitauji Kōkō Suisōgaku-bu, Haran no Dainigakushō Kōhen et est également une suite spin-off de la série télévisée éponyme Sound! Euphonium, prenant place dans le même univers et se concentrant sur des personnages secondaires de la série. Le film a cependant été conçu pour également fonctionner de manière indépendante et ne nécessite aucune connaissance préalable des œuvres précédentes de la franchise.
Le film raconte l'histoire d'amitié de deux lycéennes et musiciennes, Mizore et Nozomi, au moment où elles se préparent à participer à un concours avec l'orchestre d'harmonie de leur école. En parallèle, il fait le récit d'un conte de fée, d'où est tiré la pièce musicale que l'orchestre doit jouer, se présentant comme une histoire dans l'histoire. Atsumi Tanezaki et Nao Tōyama, ainsi que d'autres acteurs, reprennent les rôles qu'elles tenaient dans la série télévisée. Liz et l'Oiseau bleu a deux compositeurs : Kensuke Ushio, qui a écrit la musique minimaliste des scènes se déroulant dans le lycée et Akito Matsuda, le compositeur de la série télévisée, qui a écrit à la fois la musique se déroulant durant les scènes du conte de fée et les morceaux de musiques joués par les personnages durant les scènes de répétitions de l'orchestre.
Il est sorti le 21 avril 2018 au Japon. Sa sortie nationale en France a eu lieu le 17 avril 2019. Il a été reçu de manière positive par les critiques, plus particulièrement sur le développement des deux personnages principaux, la musique et l'animation.

## Synopsis
Mizore est une lycéenne en troisième et dernière année qui joue du hautbois dans l'orchestre de son lycée, Kitauji, dans la ville d'Uji. Sa meilleure et plus proche amie, qui occupe la plupart de ses pensées, est Nozomi, une des joueuses de flûte traversière qui est bien plus extravertie et populaire dans le lycée. Toutes les deux, elles doivent réaliser, dans le cadre d'un concours d'orchestre, un duo durant le morceau Liz et l'Oiseau bleu, qui est inspiré du conte de fée allemand éponyme Liz und ein Blauer Vogel que Nozomi aimait étant enfant et qui raconte l'histoire d'une femme appelée Liz (représentée par le hautbois dans le morceau) et d'un oiseau bleu qui prend l'aspect d'une jeune fille (représenté par la flûte) qui deviennent meilleures amies et vivent ensemble jusqu'au jour où Liz décide de forcer l'oiseau à reprendre sa liberté en quittant la maison pour qu'il puisse vivre sa vie pleinement.
Alors que Nozomi passe du temps avec d'autres amies de l'orchestre, Mizore reste isolée des autres à l'exception de Nozomi et refuse les offres des autres membres de l'orchestre de passer du temps ensemble, comme Ririka, une autre joueuse de hautbois, désireuse d'entretenir une bonne relation avec Nozomi, étant les deux seules joueuses de hautbois du groupe. Mizore essaye également d'exprimer ses sentiments pour Nozomi mais est incapable d'y arriver. Niiyama, une instructrice chargé des bois, conseille à Mizore de postuler pour une école de musique après l’obtention de son diplôme pour qu'elle puisse devenir professionnelle. Au départ pas très intéressée par cette proposition, elle change d'avis après que Nozomi lui annonce qu'elle pourrait elle-même aussi poser sa candidature pour l'école de musique. Cependant Yūko, la présidente de l'orchestre et amie des deux jeunes filles, s'inquiète de cette décision, réalisant que la seule motivation que Mizore a pour choisir l'école de musique est de rester ensemble avec Nozomi.
Alors que la date du concours approche, Mizore et Nozomi commencent à s'éloigner l'une de l'autre. Mizore se sent en danger par rapport à Nozomi car il y a deux ans cette dernière, après lui avoir proposé de rejoindre l'orchestre avec elle dès le collège, a quitté de manière précipitée l'orchestre du lycée sans la prévenir ce qui a entraîné un sentiment d'abandon pour Mizore qui est persuadée désormais que Nozomi peut de nouveau l'abandonner encore à n'importe quel moment. En parallèle, Nozomi montre de la jalousie par rapport à Mizore quand cette dernière s'ouvre de plus en plus auprès d'autres personnes du groupe (dont Ririka et les autres joueuses d'instruments de bois à anche double comme elle) et est conseillée par Niiyama, Nozomi étant envieuse du grand talent que possède Mizore pour la musique. De plus, les deux ont du mal à améliorer leur duo durant le morceau, à la fois à cause de leur relation de plus en plus compliquée et leur incapacité à se mettre à la place de leurs personnages de Liz et l'Oiseau bleu. Mizore, en particulier, n'arrive pas à comprendre pourquoi Liz décide de libérer l'oiseau bleu plutôt de le garder avec elle pour toujours.
Finalement, les deux vont arriver à mieux se comprendre et améliorer leur relation, avec l'aide de Niiyama, Yūko et Natsuki (une autre amie de Nozomi et Mizore et vice-présidente de l'orchestre). Elles vont d'ailleurs réaliser que si elles ont longtemps associé Mizore à Liz et Nozomi à l'oiseau bleu, Mizore était en fait plus proche de l'oiseau bleu, devant abandonner son attachement inconditionnel à Liz pour qu'il puisse vivre sa propre vie, alors que Nozomi était plus proche de Liz, qui doit laisser partir l'oiseau pour le bien de ce dernier. À la répétition suivante, elles réalisent le morceau parfaitement, avec une performance de Mizore tellement exceptionnelle qu'elle impressionne ses camarades de l’orchestre dont certaines viennent la féliciter. Nozomi confronte alors Mizore réalisant que depuis le début Mizore ne donnait pas son maximum dans son jeu pour que les deux puissent être au même niveau. Nozomi lui indique également qu'en fait elle ne veut pas vraiment aller à l'école de musique, qu'elle avait dit cela par envie et jalousie car elle savait qu'elle n'avait pas le niveau nécessaire pour être acceptée. Mizore, préoccupée par le fait que Nozomi puisse de nouveau l'abandonner, lui avoue ses sentiments lui disant qu'elle est « tout » pour elle. Bien qu’émue, Nozomi répond en riant et en masquant le plus possible ses propres sentiments, en remerciant chaleureusement Mizore et part tout en se remémorant leur première rencontre au collège quelques années plus tôt, rencontre dont elle prétendait ne plus trop bien se souvenir quelques minutes plus tôt devant Mizore.
Quelque temps plus tard, Mizore et Nozomi semblent un peu plus distantes l'une de l'autre. Après s'être rencontrées à la bibliothèque du lycée, elles décident d'aller manger ensemble quelque part sur la proposition de Nozomi. Sur le chemin quittant l'école, Nozomi déclare à Mizore qu'elle lui promet qu'elle sera capable de jouer à son niveau durant leur duo mais qu'il faut que Mizore lui laisse « un peu de temps », sous-entendant qu'elle va passer outre sa jalousie et soutenir Mizore dans sa vie et ses décisions. Mizore lui répond alors qu'elle va continuer à jouer du hautbois, indiquant ainsi que de son côté elle accepte enfin de suivre son propre chemin au lieu de suivre celui de Nozomi.

## Fiche technique
- Titre original :  リズと青い鳥 / 劇場版 響け! ユーフォニアム みぞれと希美の物語 (Liz to Aoi Tori / Hibike! Euphonium Movie : Mizore to Nozomi no Monogatari)
- Titre français : Liz et l'oiseau Bleu
- Réalisation : Naoko Yamada
- Scénario : Reiko Yoshida, d'après le light novel Sound! Euphonium de Ayano Takeda
- Musique : Kensuke Ushio, Akito Matsuda
- Direction artistique : Mutsuo Shinohara
- Photographie : Kazuya Takao
- Character designer: Futoshi Nishiya
- Son: Yota Tsuruoka
- Storyboard : Naoko Yamada
- Production : Shin'ichi Nakamura, Eharu Ōhashi, Shigeru Saitō, Riri Senami, Yoshifumi Yarimizu
- Studio d'animation : Kyoto Animation
- Société de production : Pony Canyon
- Société de distribution : Shochiku
- Pays de production :  Japon
- Langue originale : japonais

- Durée : 90 minutes
- Dates de sortie :
  -  Japon : 21 avril 2018
  -  Taïwan : 5 octobre 2018
  -  Corée du Sud : 9 octobre 2018
  -  États-Unis : 9 novembre 2018
  -  Canada : 2 janvier 2019
  -  France :
    - 12 juin 2018 (FIFA 2018)
    - 17 avril 2019 (en salles)

## Distribution
Plus d'informations : Personnages de Sound! Euphonium

### Voix originales
- Atsumi Tanezaki : Mizore Yoroizuka, une joueuse de hautbois introvertie
- Nao Tōyama : Nozomi Kasaki, une flûtiste et ami plus extravertie de Mizore
- Miyu Honda : Les deux personnages de Liz et l'oiseau bleu : Liz, le personnage principal du conte Liz et l'oiseau bleu / L'oiseau bleu-la fille mystérieuse du même conte
- Konomi Fujimura : Natsuki Nakagawa, vice-présidente de l'orchestre, joueuse d'euphonium et amie de Nozomi et Mizore,
- Yuri Yamaoka : Yuuko Yoshikawa, présidente de l'orchestre, joueuse de trompette et amie de Nozomi et Mizore,
- Shiori Sugiura : Ririka Kenzaki, l'autre joueuse de hautbois de l'orchestre
- Tomoyo Kurosawa : Kumiko Oumae, joueuse d'euphonium (et également personnage principal des romans et de la série télévisée)
- Ayaka Asai : Hazuki Katou, joueuse de tuba
- Moe Toyota : Sapphire Kawashima, joueuse de contrebasse
- Chika Anzai : Reina Kousaka, joueuse de trompette
- Hōko Kuwashima : Satomi Niiyama, instructrice chargée des bois
- Yūichi Nakamura : Masahiro Hashimoto, instructeur chargé des percussions
- Takahiro Sakurai : Noboru Taki, professeur du lycée qui dirige l'orchestre

### Voix françaises
- Pauline Ziadé : Mizore Yoroizuka, une joueuse de hautbois introvertie
- Alice Orsat : Nozomi Kasaki, une flûtiste et ami plus extravertie de Mizore
- Fanny Blanchard : Liz, le personnage principal du conte Liz et l'oiseau bleu
- Julie Claude : L'oiseau bleu-la fille mystérieuse du même conte
- Audrey Di Nardo : Natsuki Nakagawa, vice-présidente de l'orchestre, joueuse d'euphonium et amie de Nozomi et Mizore
- Lila Lacombe : Yūko Yoshikawa, présidente de l'orchestre, joueuse de trompette et amie de Nozomi et Mizore
- Karl-Line Heller : Ririka Kenzaki, l'autre joueuse de hautbois de l'orchestre
- Adèle Senninger : Reina Kousaka, joueuse de trompette

## Production
Liz et l'Oiseau bleu est le troisième film inspiré de Sound! Euphonium, après Gekijōban Hibike! Euphonium: Kitauji Kōkō Suisōgaku-bu e Yōkoso et Gekijou-ban Hibike! Euphonium : Todoketai Melody qui étaient des films récapitulatifs des deux saisons de la série télévisée. Cependant, le film prend place dans l'univers de la série, dans laquelle Mizore et Nozomi sont deux personnages secondaires. A contrario, des personnages principaux de la série, comme Kumiko et Reina, n'apparaissent dans le film que dans des rôles secondaires ou mineurs. Malgré le fait que le film est un spin-off, il a été travaillé pour être une histoire qui peut être vue de manière indépendante, sans aucune connaissance préalable de Sound! Euphonium,,. Le character designer Futoshi Nishiya a revu le style des personnages au lieu d'utiliser celui de la série, dans le but de mieux coller au style, au thème et à l'histoire du film,,,. L'équipe du film inclut également Mutsuo Shinohara comme directeur artistique et Naomi Ishida,.
À l'origine, Yamada a découvert les personnages de Mizore et Nozomi quand elles ont été introduites dans le second roman de Takeda, Sound! Euphonium 2: The Hottest Summer of Kitauji High School's Wind Ensemble Club. Elle a déclaré : « J'ai été impressionnée par comment Takeda s'est focalisée sur le développement de nouveaux personnages à ce moment de l'histoire et je me souviens comment cela commençait à être captivant avec la relation entre Mizore et Nozomi. En même temps, je pensais que c'était une histoire terrible sur la culpabilité. Et pourtant aussi si transparente. En tout cas, j'ai trouvé ça fascinant. Depuis que j'ai commencé à aimer cette histoire, les deux personnages sont désormais depuis dans ma tête. » Yamada avait auparavant travaillé sur la série télévisée comme productrice de direction, sur le storyboard et comme réalisatrice occasionnelle d'épisodes (le premier épisode de la première saison et le dernier épisode de la seconde saison). À ce moment-là, Takeda était en train de travailler à une suite aux romans Sound! Euphonium qui sera publiée en deux volumes distincts : Hibike! Yūfoniamu Kitauji Kōkō Suisōgaku-bu, Haran no Dainigakushō. Le premier, Zenpen, se focalise sur Kumiko et le second, Kōhen, sur Mizore et sa relation avec Nozomi. L'équipe de la série télévisée lit alors les romans avant leurs publications dans le but de préparer une éventuelle adaptation en film d'animation. Comme il aurait été difficile de raconter correctement l'histoire de Mizore et Nozimi dans le même film que celle de Kumiko, l'équipe décide à la place de faire deux films : Yamada dirige le film sur Mizore et Nozomi à cause de son « intérêt grandissant pour elles » et Tatsuya Ishihara, le réalisateur principal de la série, dirige Zenpen, l'autre film dont le titre est Gekijō-ban Hibike! Euphonium: Chikai no Finale et qui doit sortir après celui de Yamada. Liz et l'Oiseau bleu sort le 21 avril 2018 au Japon et le film d'Ishihara sort un an plus tard (après un report de quelques mois), le 19 avril 2019.
Yamada a indiqué à propos de la production du film : « Ma première idée était de mettre ma perception de l'histoire de Nozomi et Mizore dans quelque chose de visuel [...] Je me suis assuré de capter n'importe quel petit changement que les deux peuvent ressentir. Je voulais que ce film soit dans la forme la plus adaptée pour correspondre à ce que l'histoire voulait raconter [...] Je voulais capter et décrire ceci de manière douce et subtile. Par exemple, même le moindre mouvement de leur yeux est quelque chose qui est né de leurs pensées et sentiments. C'est quelque chose dont je voulais prendre grand soin, je voulais être sûre de rien perdre de cela. C'est comme regarder et calmement retenir sa respiration, enregistrer ce que tu vois. J'ai mis de l'importance sur l'utilisation des couleurs pour refléter ces sentiments fragiles et fugaces. [...] Pour cette œuvre, mettre en place des sentiments subtiles et la construction des sentiments étaient importants. Aussi, j'ai fait attention de ne pas agir de manière classique, comme « elles sont tristes aussi elles vont avoir un visage triste. » Par exemple, pour Nozomi, quand elle plisse les coins de sa bouche et rapproche ses yeux, c'est reconnu par les autres comme le fait qu'elle sourit. En regardant cela d'une autre manière, en « souriant », c'est un moyen de maintenir la distance entre elle et l'autre. »
Nao Tōyama, qui double Nozomi, a déclaré que Yamada lui avait dit que « les sentiments que Mizore a pour Nozomi et les sentiments que Nozomi a pour Mizore ne sont pas les mêmes. Chacune a de l'affection pour l'autre mais leurs sentiments évoluent de manière différente. Elles ont de l'empathie l'une pour l'autre mais leur relation est particulière et inhabituelle ». Yamada a aussi déclaré dans une autre interview qu'elle « avait passé un moment difficile pour dépeindre les subtilités de la relation entre Mizore et Nozomi ». « Je voulais absolument être la plus fidèle pour retranscrire les sentiments des deux. »
Tōyama a aussi déclaré que "Nozomi est décrite dans la série télévisée comme une personne réellement joyeuse et agréable, appréciée par tout le monde. J'ai essayé de transmettre son charisme, pas juste les côtés motivé et passionné de sa personnalité. Cependant, dans le film, elle montre ses imperfections, qui ne sont pas décrites dans la série car elle n'y est pas un personnage principal. Par exemple, elle peut être sournoise et jalouse même de Mizore, qu'elle aime pourtant beaucoup. Je pense que les spectateurs du film ressentiront une affinité avec son côté humain. Pour être honnête, j'étais perdue quand j'ai lu le script la première fois. Je ne voulais pas détruire l'image que les fans avaient d'elle dans Sound! Euphonium, même si le film est une histoire totalement nouvelle. J'espère que les spectateurs comprennent que la Nozomi du film est la même que celle de la série et que le film montre des aspects d'elle jamais montrés auparavant. Je devais l’interpréter sans détruire son image mais en surprenant les spectateurs avec son aspect humain. Pour être honnête, au départ, j'ai cru que je pouvais plus m'identifier à Mizore qu'à Nozomi. Je comprenais les sentiments de Mizore, mais pas ceux de Nozomi. Je ne comprenais pas pourquoi elle regardait ailleurs ou tournait les talons au moment crucial. Je pensais que ce n'était pas la fille que je connaissais bien. Cela m'a pris du temps pour comprendre pourquoi elle agissait de la sorte. Elle a trop de choses en tête et ne sait plus comment gérer ses émotions. De l'autre côté, Mizore reste la même dans le film [que dans la série télévisée], aussi, c'est facile de la comprendre."
Atsumi Tanezaki, qui joue Mizore, a déclaré : « Il n'y a pas de confusion possible sur le personnage de Mizore. Comment elle chérit les moments où elle est avec Nozomi n'a pas changé du tout par rapport à la série télévisée. Cependant, il y a peu de scènes avec les deux présentes ensemble dans la série télévisée. Seulement quelques scènes où elles se préparent et ont quelques conversations. Toutefois, je me demandais comment je pourrais transmettre ses sentiments quand elles sont en train de discuter, plaisanter ou jouer dehors à l'extérieur. La réalisatrice m'a dit que ce que Mizore ressent, c'est comme si c'était toujours sa dernière chance de voir Nozomi chaque fois qu'elle la rencontre. Elle est toujours aussi peu rassurée sur son amitié avec Nozomi et a peur que cela s'arrête de manière brutale sans alerte préalable. Je comprenais déjà ces sentiments durant les événements décrits durant la série télévisée, aussi je lui ai répondu : « Je sais. Je le comprends. » Mizore chérit chaque moment avec Nozomi et était simplement heureuse quand Nozomi réagissait à sa blague en disant juste « Qu'est ce que c'est ? ». Elle n'a pas changé. »
À la fois Tōyama et Tanezaki insistent sur l'importance que Mizore marche toujours derrière Nozomi plutôt qu'à côté d'elle. Tōyama a indiqué : « Les spectateurs les voient de côté, cependant, depuis le point de vue de Mizore, elle voit toujours le dos de Nozomi. Quand Mizore deviendra une adulte et pensera à ses années d'adolescence, elle se souviendra probablement du dos de Nozomi. Je suis émue rien qu'en pensant à ça. »

### Musique
Liz et l'Oiseau bleu a deux compositeurs : Kensuke Ushio, qui est également à l'origine de la bande originale du précédent film de Yamada Silent Voice et a composé la musique minimaliste des scènes se déroulant au lycée alors que la musique jouée durant les scènes du conte de fée et celle jouée par les membres de l'orchestre durant les répétitions du concours ont été composées et dirigées par Akito Matsuda, le compositeur de la série animée Sound! Euphonium. La bande originale a été composée en début de production et les animateurs se sont calés dessus pour synchroniser les animations avec les sons. Les scènes comportant la musique de Ushio ont été particulièrement dures à animer, car il a également inclus le bruit des pas des personnages comme partie intégrante de la musique et les mouvements à l'écran devaient parfaitement se synchroniser avec les sons. Le but était d'avoir "les visuels, la musique et les bruits de pas en parfaite coopération".
Contrairement à Silent Voice où il a rejoint la production du film relativement tardivement, Ushio a été impliqué dès le tout début de la production de Liz et l'Oiseau bleu et a aidé Yamada a développé ses propres idées du film, il a déclaré : "Quand j'ai lu le script, j'ai pensé que c'était une histoire très personnelle, une histoire qui devrait rester cachée des autres. Si de tels sentiments d'adolescents, aussi fragiles que du verre, étaient connus des autres, je pense que ces filles auraient réellement du mal à se rapprocher avec d'autres personnes dans leurs vies plus tard. Aussi, j'ai voulu que la musique soit comme retenir sa respiration, qu'elle regarde en secret. Puis il y a aussi la superbe musique d'orchestre composée par Matsuda. Je pense que cette musique va être ce que vous allez fredonner vous-même après avoir vu le film, aussi j'ai essayé de faire que la mélodie n'en fasse pas trop dans la composition musicale du film. C'est pour ça que j'ai décidé de partir sur une méthode de composition pas conventionnelle",.
Pour enregistrer la bande son, Ushio et Yamada sont allés dans le bâtiment scolaire du lycée qui est le modèle réel de celui du film et de la série (Kitauji dans l'univers fictionnel, Kyoto Prefectural Todo Senior High School en réalité), où Ushio s'est enregistré lui même en faisant du bruit avec les objets présents, de différentes manières, et a inclus par la suite ces sons dans la bande originale. Il se souviendra plus tard que Yamada "ne pouvait pas s'arrêter de rire" quand il enregistrait. Pour composer, Ushio a utilisé une méthode que Yamada a qualifié comme étant de la « décalcomanie », jetant de l'encre sur une partition pour en obtenir des taches d'encres qui deviennent de la musique. Il a décrit cela comme « un moyen d'explorer la relation entre les deux filles, cet éloignement progressif entre elles. Nous avons pris ça et l'avons utilisé comme base pour la bande sonore, c'est une des raisons pour laquelle elle a un ton si nostalgique. Avec la décalcomanie, vous allez voir différents objets, le bécher, le piano, le bureau. Par exemple, les pas de pieds ont réellement un tempo. Le tempo est 99, 100, 101. Ce sont des nombres premiers entre eux. Le tempo des pas est toujours un nombre premier entre eux mais nous avons légèrement modifié le tempo car nous sommes des humains, pas des robots. Aussi, à la toute fin du film, vous pouvez voir à l'écran – je me souviens plus du tempo – mais les pas sont complètement synchronisés. » Que les pas de pieds. Je ne m'attendais pas à ce que les pas soient complètement synchronisés et les personnages non plus. C'était comme si c'était un miracle que cela se produise. C'était un moment d'union. » Ushio a aussi composé une partie de la bande originale de manière plus conventionnelle,.
À propos de l'enregistrement du morceau de l'orchestre Liz et l'Oiseau bleu, Yamada a déclaré « La performance live était si chaleureuse... Et je pouvais ressentir une sensation d'espace. Des fois [la joueuse de hautbois et la flûtiste] prenaient une grande respiration et d'autres fois elles chantaient avec leurs instruments. Je sentais ma poitrine se serrer quand j'écoutais une telle performance remplie de tellement d'émotions. Les deux m'ont écoutée de manière si attentive, j'ai fini par me sentir trop à l'aise et j'ai plus parlé que je n'aurais dû. Parce que c'était deux musiciennes et pas deux actrices, j'ai pensé que c'était mieux si je parlais de cette manière « joue les deux premières notes et arrête. » Mais en fait, elles ont réussi à s'engager émotionnellement et elles ont donné une grande interprétation de jeu d'acteurs. Par exemple, il y a un moment où Nozomi ne veut pas perdre mais ne peut juste plus se battre et riposter. Elles ont vraiment compris ce moment, aussi l'expression musicale était tellement bonne. J'ai pensé que l'animation ne devait pas perdre cela. Cela m'a vraiment motivé. »
L'équipe comprend également Saito Shigeru comme producteur musical, Yōta Tsuruoka comme directeur du son, et Oowara Masahiro comme directeur chargé de la supervision de l'orchestre. Le groupe Homecomings a fourni le thème du film, Songbirds, qui est la seconde chanson entendue au générique de fin. Le générique de fin commence aussi avec une autre chanson originale intitulée Girls, Dance, Staircase, composée par Ushio sur des paroles de Yamada, même si Ushio « a ajouté quelques mots pour que cela s'adapte bien à la musique d'une manière plus intéressante ». Sur une idée de Yamada, la chanson est chantée par un garçon soprano, ce qui Ushio a appelé une « brillante idée ». Commentant la méthode de composition de la chanson, Ushio a déclaré que « tandis que la chanson a un côté cantique religieux, elle exprime aussi les aspects les plus personnels et les plus privés d'une fille. Obtenir cet équilibre de manière juste était très difficile. Le morceau contient des éléments de la musique religieuse sans être trop un morceau religieux, c'était comme enfiler une aiguille."

## Accueil

### Accueil critiques
En France, le site Allociné donne la note de 3,6⁄5, après avoir recensé 21 critiques de presse.
Erwan Lafleuriel (IGN France) résume sa critique ainsi : « Un conte fantastique pour illustrer une histoire et des thèmes classiques dans les mangas. La réalisation laisse toute la place à l'émotion et aucune à l'ennui. ».

## Distinctions
| Année | Prix                 | Catégorie                               | Résultat |
| ----- | -------------------- | --------------------------------------- | -------- |
| 2018  | Mainichi Film Awards | Prix Noburō Ōfuji                       | Lauréat  |
| 2018  | Satellite Awards     | Meilleur film d'animation ou multimédia | Nommé    |

## Autour du film

### Édition vidéo
Le film sort en France le 19 novembre 2019 en DVD, Blu-ray et Édition Médiabook Collector Blu-ray + DVD, édité par Eurozoom. Cette Édition Médiabook Collector comprend un livret de 32 pages avec des extraits de story-boards, ainsi que des bonus sur disque, dont un making of d'une heure, des entretiens avec la réalisatrice et le compositeur du film.

### Suite
Un autre film Sound! Euphonium intitulé Gekijō-ban Hibike! Euphonium: Chikai no Finale, adapté du roman Zenpen, l'autre partie de Hibike! Yūfoniamu Kitauji Kōkō Suisōgaku-bu, Haran no Dainigakushō, est sorti au cinéma au Japon le 19 avril 2019. Il est réalisé par Tatsuya Ishihara et écrit par Jukki Hanada, respectivement le directeur et le scénariste de la série télévisée. Sa production a eu lieu en parallèle à celle de Liz et l'Oiseau bleu. Le film suit le personnage de Kumiko, le personnage principal des romans et de la série télévisée et qui apparaît dans Liz dans un rôle secondaire et le film est connecté à Liz (les événements décrits dans Liz et l'Oiseau bleu se déroulant également durant la période couverte par ce film). Yamada a déclaré que le morceau Liz et l'Oiseau bleu contenu dans son film « va connecter le film [au deuxième] »,,.